# Saline (Calvados)
Saline es una comuna nueva francesa situada en el departamento de Calvados, de la región de Normandía.

## Historia
Fue creada el 1 de enero de 2017, en aplicación de una resolución del prefecto de Calvados de 29 de julio de 2016 con la unión de las comunas de Sannerville y Troarn, pasando a estar el ayuntamiento en la antigua comuna de Troarn.

## Demografía
| Gráfica de evolución demográfica de Saline (Calvados) entre 1800 y 2014 |
|                                                                         |

Los datos entre 1800 y 2013 son el resultado de sumar los parciales de las dos comunas que forman la nueva comuna de Saline, cuyos datos se han cogido de 1800 a 1999, para las comunas de Sannerville y Troarn de la página francesa EHESS/Cassini. Los demás datos se han cogido de la página del INSEE.

## Composición
| Comuna delegada | Código INSEE | Población (2013) | Superficie (km²) | Densidad (hab./km²) |
| --------------- | ------------ | ---------------- | ---------------- | ------------------- |
| Sannerville     | 14666        | 1792             | 5.14             | 349                 |
| Troarn          | 14712        | 3645             | 11.53            | 1316                |